# Mariefred

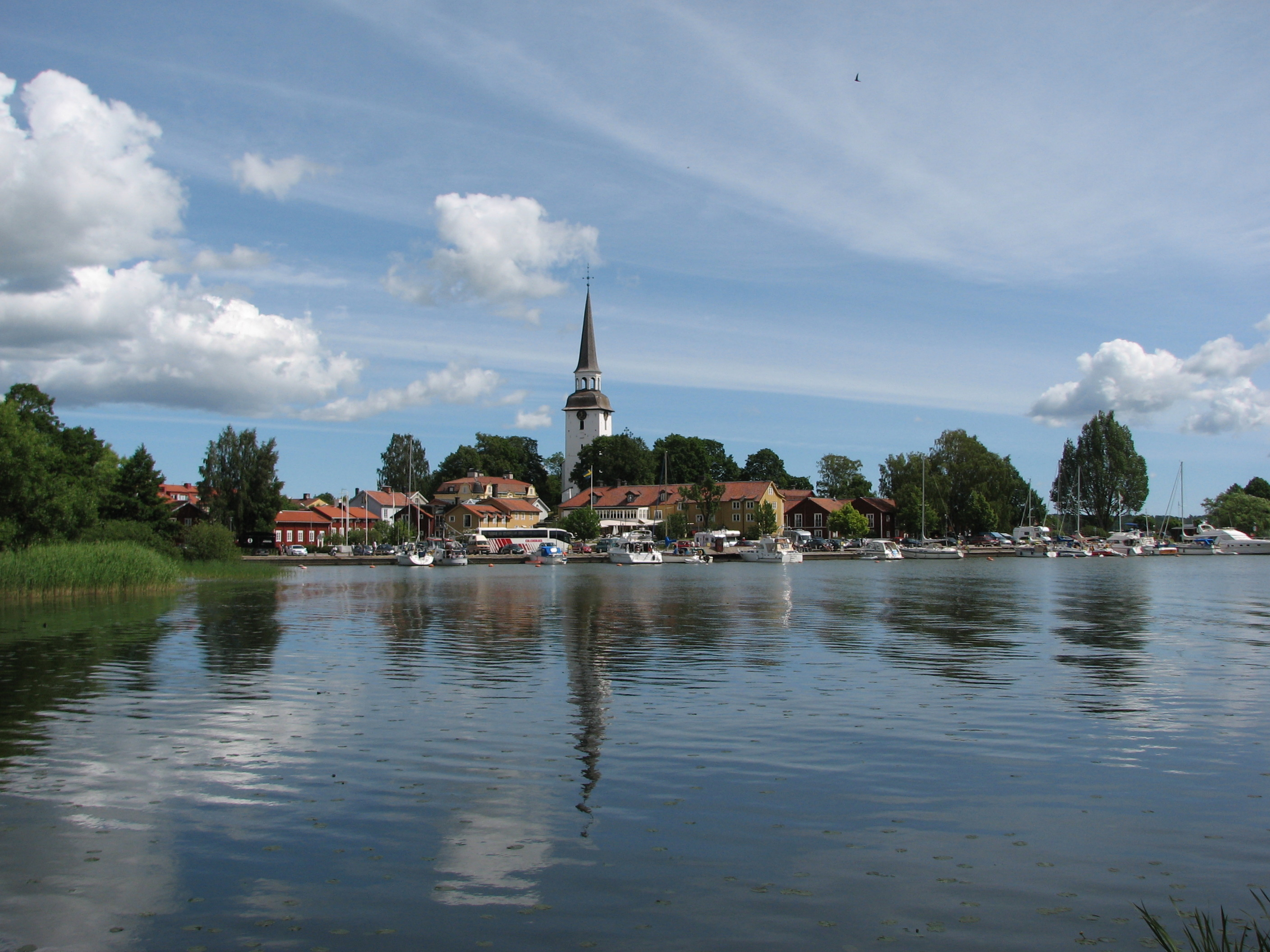

Mariefred este un oraș în Suedia.

## Demografie
| \| Evoluția demografică a zonei urbane Mariefred, 1970–2015 \| Evoluția demografică a zonei urbane Mariefred, 1970–2015 \| Evoluția demografică a zonei urbane Mariefred, 1970–2015 \| Evoluția demografică a zonei urbane Mariefred, 1970–2015 \| Evoluția demografică a zonei urbane Mariefred, 1970–2015 \| \| --------------------------------------------------------------------------------------- \| -------------------------------------------------------- \| -------------------------------------------------------- \| -------------------------------------------------------- \| -------------------------------------------------------- \| \| An \| \| \| Locuitori \| \| \| 1970 \| 1970 \| \| 2.013 \| 2.013 \| \| 1975 \| 1975 \| \| 2.553 \| 2.553 \| \| 1980 \| 1980 \| \| 2.717 \| 2.717 \| \| 1990 \| 1990 \| \| 3.488 \| 3.488 \| \| 1995 \| 1995 \| \| 3.728 \| 3.728 \| \| 2000 \| 2000 \| \| 3.702 \| 3.702 \| \| 2005 \| 2005 \| \| 3.813 \| 3.813 \| \| 2010 \| 2010 \| \| 3.726 \| 3.726 \| \| 2015 \| 2015 \| \| 3.911 \| 3.911 \| \| Sursa: SCB - Statistika Centralbyrån, Folkmängden per tätort. Vart femte år 1960 - 2016 \| \| \| \| \| |      |  |           |       |
| Evoluția demografică a zonei urbane Mariefred, 1970–2015 |      |  |           |       |
| An |      |  | Locuitori |       |
| 1970 | 1970 |  | 2.013     | 2.013 |
| 1975 | 1975 |  | 2.553     | 2.553 |
| 1980 | 1980 |  | 2.717     | 2.717 |
| 1990 | 1990 |  | 3.488     | 3.488 |
| 1995 | 1995 |  | 3.728     | 3.728 |
| 2000 | 2000 |  | 3.702     | 3.702 |
| 2005 | 2005 |  | 3.813     | 3.813 |
| 2010 | 2010 |  | 3.726     | 3.726 |
| 2015 | 2015 |  | 3.911     | 3.911 |
| Sursa: SCB - Statistika Centralbyrån, Folkmängden per tätort. Vart femte år 1960 - 2016 |      |  |           |       |